# Беррокаль-де-Сальватьєрра
Беррокаль-де-Сальватьєрра (ісп. Berrocal de Salvatierra) — муніципалітет в Іспанії, у складі автономної спільноти Кастилія-і-Леон, у провінції Саламанка. Населення — 105 осіб (2010).
Муніципалітет розташований на відстані близько 170 км на захід від Мадрида, 37 км на південь від Саламанки.
На території муніципалітету розташовані такі населені пункти: (дані про населення за 2010 рік)
- Беррокаль-де-Сальватьєрра: 105 осіб
- Лас-Деесільяс: 0 осіб
- Лос-Ресіос: 0 осіб

## Демографія
Динаміка населення (INE ):

## Зовнішні посилання
- Провінційна рада Саламанки: індекс муніципалітетів [Архівовано 23 квітня 2009 у Wayback Machine.]
- Посилання на Google Maps